# Бутилчонки
Бутилчо́нки (рос. Бутылчёнки, марій. Куэр почиҥга) — присілок у складі Новотор'яльського району Марій Ел, Росія. Входить до складу Чуксолинського сільського поселення.

## Населення
Населення — 2 особи (2010; 2 у 2002).
Національний склад (станом на 2002 рік):
- марійці — 100 %